# Melchior Schildt
Melchior Schildt (Hannover, 1592/1593 - aldaar, 18 mei 1667) was een Duitse organist en componist.

## Levensloop
Melchior kwam uit een muzikale familie. Zijn vader Anton Schildt (†1629) was organist in Hannover en werd in 1596 nog genoemd als aanwezige bij het testen van een orgel in Groningen. Grootvader Gerdt was eveneens in Hannover werkzaam als organist, net als Melchiors broer Ludolph.
Over de opleiding van Melchior Schildt is bekend dat hij de Latijnse school van Hannover bezocht en muziekles kreeg van zijn vader Anton en van de componist Andreas Crappius. In december 1609 vertrok Schildt naar Amsterdam om les te gaan volgen bij de organist en componist Jan Pieterszoon Sweelinck. Hier leerde hij zich verder bekwamen in het orgelspel, compositieleer en improvisatie. Hij bleef waarschijnlijk tot eind 1612 bij Sweelinck in de leer.
Het is niet bekend wat Schildt deed in de jaren 1612 tot 1623. Pas in 1623 komt hij weer voor in de geschriften: hij is dan werkzaam als organist van de Mariakerk in Wolfenbüttel. Hij bleef hier tot 1626, waarna hij een aanstelling kreeg als hoforganist bij de Deense koning Christiaan IV in Kopenhagen.
In 1628 overleed Schildts vader. Hij keerde nu terug naar Hannover om zijn vaders positie als organist van de Marktkerk over te nemen. Hij zou deze functie bekleden tot aan zijn overlijden in 1667.

## Werken
Schildt was wijd en zijd bekend vanwege zijn kwalitatief hoge orgelspel en werd door vorsten en steden uitgenodigd om tegen hoge beloningen te komen spelen. Hiermee vergaarde Schildt een klein fortuin.
Van Schildts composities is weinig bekend, aangezien geen enkele muziekstuk is uitgegeven tijdens zijn leven. Slechts enkele orgelwerken en een klavierwerk zijn bewaard gebleven, waaronder variaties op het lied Gleich wie das Feuer. Schildt toont zich hierin een duidelijke leerling van Sweelinck. Ook in de cyclus Herr Christ, der einig Gotts Sohn staat Schildt nog dicht bij zijn leraar, maar de compositie Magnificat 1. toni vertoont modernere vormen die kenmerkend zijn voor de Noord-Duitse orgelmuziek. Het klavierwerk Pavana Lachrymae is een arrangement van John Dowlands Lachrymae.
Van zijn vocale werken is alleen een motet/cantate bewaard gebleven voor vier stemmen en basso continuo uit 1657, op de tekst Ach mein hertzliebes Jesulein. Van negen andere vocale werken zijn alleen de titels bekend.